# 1908 en arts plastiques
| Années des arts plastiques : 1905 - 1906 - 1907 - 1908 - 1909 - 1910 - 1911    |
| Décennies des arts plastiques : 1870 - 1880 - 1890 - 1900 - 1910 - 1920 - 1930 |

Cette page concerne l'année 1908 en arts plastiques.

## Œuvres
- La Cathédrale, de Auguste Rodin
- Le Grand Nu, de Georges Braque,
- Les Instruments de musique, de Georges Braque.

## Naissances
- 8 janvier : Vu Cao Dam, peintre et sculpteur vietnamien († 23 juillet 2000),
- 12 janvier : Alfredo Zalce, peintre, sculpteur, graveur et artiste graphique mexicain († 19 janvier 2003),
- 1er février : Gwenda Morgan, graveuse sur bois britannique († 1991),
- 4 février : Peđa Milosavljević, peintre, avocat, diplomate, dramaturge et écrivain serbe puis yougoslave († 25 janvier 1987),
- 13 février : René Monteix, médecin et peintre français († 2 décembre 1997),
- 26 février : Lily Unden, poétesse et peintre luxembourgeoise († 5 septembre 1989),
- 27 février : Dan Solojoff, poète, peintre et illustrateur russe puis soviétique et français († 21 octobre 1994),
- 29 février : Balthus (Balthasar Klossowski de Rola), peintre français d'origine polonaise († 18 février 2001),
- 1er mars :
  - Paul Lengellé, peintre et illustrateur français († 18 décembre 1993),
  - Roger Tolmer, peintre et sculpteur français († 24 avril 1988),
- 6 mars : Madeleine Lamberet, peintre, graveuse, dessinatrice et professeure de dessin française († 9 mai 1999),
- 8 mars : Antoine Serra, peintre et graveur français d'origine sarde († 6 mai 1995),
- 9 mars : Emmanuel le Calligraphe, peintre d'art brut et écrivain français († 5 janvier 1965),
- 12 mars : Rita Angus, peintre et graveuse néo-zélandaise († 25 janvier 1970),
- 24 mars :
  - Jorge González Camarena, peintre et sculpteur mexicain († 24 mai 1980),
  - Pierre Lelong, peintre français († 29 juin 1984),
- 28 mars : Maurice Morel, prêtre et peintre français († 15 février 1991),
- 2 avril :
  - Eugène Leliepvre, peintre, dessinateur et illustrateur français († 17 novembre 2013),
  - Elena Skuin, peintre russe († 12 février 1986),
- 24 avril : Józef Gosławski, sculpteur et médailleur polonais († 23 janvier 1963),
- 25 avril : Fernand Dubuis, peintre et dessinateur suisse († 2 septembre 1991),
- 27 avril : Henri Malvaux, peintre, graveur, sculpteur, mosaïste, cinéaste et enseignant français († 2 juillet 1994),
- 6 mai : André-Charles Nauleau, peintre français († 9 octobre 1986),
- 9 mai : Lili Erzinger, artiste, peintre et dessinatrice suisse († 7 octobre 1964),
- 21 mai : Joseph Raumann, peintre hongrois († 17 janvier 1999),
- 28 mai : Luigi Veronesi, photographe, peintre, scénographe et réalisateur italien († 25 février 1998),
- 1er juin : Nadine Landowski, peintre française († 14 janvier 1944),
- 13 juin :
  - Robert Dubourg, peintre français († 3 octobre 1979),
  - Maria Elena Vieira da Silva, peintre portugaise († 6 mars 1992),
- 21 juin : Joséphine Troller, peintre suisse († 19 août 2004),
- 24 juin : Moses Bagel, peintre et illustrateur lituanien († 4 avril 1995),
- 3 juillet : Lucien-Marie Le Gardien, peintre français († 5 novembre 1978),
- 8 juillet : Kaii Higashiyama, peintre japonais († 6 mai 1999),
- 9 juillet : André Jordan, peintre, lithographe et sculpteur français († 1982),
- 28 juillet : Henri Pertus, peintre français († 17 février 1988),
- 29 juillet : Tanaka Isson, peintre japonais († 11 septembre 1977),
- 6 août :
  - Marianne Clouzot, illustratrice et peintre française († 23 juillet 2007),
  - Lajos Vajda, peintre et graphiste hongrois († 7 septembre 1941),
- 23 août : Anna Zemánková, peintre, dessinatrice et pastelliste austro-hongroise puis tchécoslovaque († 15 janvier 1986),
- 29 août : André Missant, peintre et sculpteur français († 21 février 1977),
- 30 août : Leonor Fini, peintre surréaliste, décoratrice de théâtre et écrivaine d'origine italienne († 18 janvier 1996),
- 3 septembre : Salim, peintre indonésien († 13 octobre 2008),
- 9 septembre : Bernard Lorjou, peintre et graveur (lithographie, eau-forte et gravure sur bois) français († 26 janvier 1986),
- 17 septembre : Paul Ackerman, peintre et lithographe roumain († 13 mars 1981),
- 20 septembre :
  - Arsène Heitz, peintre français († 30 août 1989),
  - Henri Plisson, peintre, céramiste et enseignant français († 9 novembre 2002),
- 21 octobre : Jorge Oteiza, sculpteur, écrivain, designer basque espagnol († 9 avril 2003),
- 26 octobre : Isis Kischka, peintre figuratif français († 20 décembre 1973),
- 31 octobre : Quinto Martini, sculpteur, peintre et poète italien († 9 novembre 1990),
- 11 novembre : Vivaldo Martini, peintre et professeur de peinture suisse († 1990),
- 19 novembre : Nikolaï Joukov, peintre, graphiste, illustrateur et affichiste russe puis soviétique († 24 septembre 1973),
- 24 novembre : Maria Jarema, peintre, sculptrice et scénographe polonaise († 1er novembre 1958),
- 9 décembre : Gaston Larrieu, peintre français († 5 décembre 1983),
- 13 décembre : Henry Lhotellier, maître verrier et peintre français († 17 mai 1993),
- 15 décembre ou 15 décembre 1906 : To Ngoc Van, peintre vietnamien († 17 juin 1954),
- 20 décembre : Germaine Lacaze, peintre, graveuse et aquafortiste française († 1er janvier 1994),
- 22 décembre : Max Bill, architecte, peintre, sculpteur, designer, créateur de caractères, graphiste, éditeur, théoricien de l’art et homme politique suisse († 9 décembre 1994),
- date non précise ou incertaine :
  - Aram, peintre d'origine ukrainienne-juive († 1998),
  - Renée Béja, peintre française d'origine grecque († 1982),
  - Aron Haber Beron, peintre franco-polonais († 1933),
  - Lucien Beyer, peintre français († 1983),
  - Mieczysław Lurczyński, peintre polonais († 1992),
  - Nguyen Gia Tri, peintre de figures et laqueur vietnamien († 1993),
  - Shu Tanaka peintre de paysage, japonais,
  - Yamazaki Taihō, peintre et calligraphe japonais († janvier 1991),

- 1903 ou 1908 :
- Giuseppe Migneco, peintre italien († 28 février 1997),

- Vers 1908 :
- Krikor Bédikian, peintre d’origine arménienne († 24 novembre 1981).

## Décès
- 3 janvier : Théodore Jourdan, peintre français (° 29 juillet 1833),
- 9 janvier : Wilhelm Busch, dessinateur britannique (° 15 avril 1832),
- 15 janvier :
  - Charles Lundh, peintre norvégien  (° 1856),
  - Heinrich Johann Sinkel, peintre néerlandais (° 6 janvier 1835),
- 21 janvier : Léopold Desbrosses, peintre et graveur français (° 22 juillet 1821),
- 5 février : Jeanne Alaux, peintre et dessinatrice française (° 17 octobre 1854),
- 16 février : Henry Arthur McArdle, peintre américain (° 9 juin 1836),
- 6 mars : Paul Saïn, peintre français (° 5 décembre 1853),
- 15 mars : Edward Augustus Brackett, sculpteur américain (° 1er octobre 1818),
- 19 mars : Paul Place-Canton, peintre français (° 26 octobre 1862),
- 28 mars : Narcisse Salières, peintre et illustrateur français (° 7 octobre 1818),
- ? mars :  Alfonso Savini, peintre italien (° 1836),
- 4 avril :
  - Charles Busson, peintre français (° 15 juillet 1822),
  - Claudius Barriot, peintre français (° 9 novembre 1846),
- 12 mai : Henri Bouchet-Doumenq, peintre français (° 13 mai 1834),
- 1er juin : Édouard Moyse, peintre, graveur et illustrateur français (° 27 novembre 1827),
- 5 juin : Jef Lambeaux, sculpteur belge (° 14 janvier 1852),
- 30 juin : Thomas Hill, peintre américain (º 11 septembre 1829),
- ? juin, Edmond-Adolphe Rudaux, peintre, illustrateur et graveur français (° 10 février 1840),
- 24 juillet : Walter Leistikow, peintre allemand (° 25 octobre 1865),
- 26 juillet : Charles Morel, peintre, graveur et illustrateur français (° 28 novembre 1860),
- 6 août : Léon Perrault, peintre français (° 16 juin 1832),
- 9 août : Charles Porion, peintre français (° 1er mai 1814),
- 19 août : Paul Taconnet, peintre et graveur français (° 13 janvier 1908),
- 5 septembre : Edwin Mackinnon Liébert, peintre anglo-allemand (° 13 mars 1858),
- 6 septembre : Jules Dauban, peintre français (° 31 mai 1822),
- 10 septembre : Philippe Jolyet, peintre français (° 11 novembre 1832),
- 17 septembre : Edmond Lebel, peintre français (° 5 février 1834),
- 29 septembre : Albert Maignan, peintre français (° 14 octobre 1845),
- 30 septembre : Marcel Jambon, peintre décorateur français (° 19 octobre 1848),
- 5 novembre : Ernest Hébert, peintre français (° 3 novembre 1817),
- 15 novembre : Lorenzo Delleani, peintre italien (° 17 janvier 1840),
- 26 novembre : François-Maurice Lard, peintre et pastelliste français (° 17 décembre 1864),
- 27 novembre : Knud Bergslien, peintre norvégien (° 15 mai 1827),
- 13 décembre : Charles Landelle, peintre de genre et portraitiste français (° 2 juin 1821),
- 27 décembre : Luigi Fontana, sculpteur, peintre et architecte italien (° 9 février 1827),
- 30 décembre : André Benoît Perrachon, peintre français (° 7 juillet 1828),
- ? :
  - Giuseppe Castiglione, peintre italien (° 1829),
  - Modesto González, peintre argentin (° 1865),
  - Leopoldo Toniolo, peintre italien (° 1833).